# آندره بوفییر
آندره بوفییر (فرانسوی: André Buffière‎; ۱۲ نوامبر ۱۹۲۲ – ۲ اکتبر ۲۰۱۴) بازیکن و مربی بسکتبال اهل فرانسه بود.
وی همچنین برندهٔ جوایزی همچون لژیون دونور (شوالیه) شده‌است.
وی در مسابقات کشوری و بین‌المللی در مجموع برندهٔ ۲ مدال نقره، ۲ مدال برنز شده‌است.